# Энергетик (футбольный клуб, Дубоссары)
«Энергетик» — ныне несуществующий молдавский футбольный клуб из Дубоссар. Был основан в 1996 году, домашние матчи проводил на дубоссарском Городском стадионе.

## История
В 1997 году, в качестве приднестровских чемпионов, команда была включена в Дивизион «A». В сезоне 1999/00 «Энергетик» выступал в Национальном дивизионе чемпионата Молдовы. По итогам сезона дубоссарский клуб занял последнее место, и вылетел в Дивизион «A», в котором оставался вплоть до расформирования команды в 2007 году.